# Go Nakamura
Go Nakamura (中村 豪 Nakamura Go?), född 29 november 1986 i Gifu prefektur, är en japansk före detta fotbollsspelare.
Nakamura började sin karriär 2005 i Júbilo Iwata. 2007 flyttade han till Ehime FC. Han avslutade karriären 2007.